# Arverne Group
Arverne Group est une entreprise à mission française du secteur de la transition énergétique, active notamment dans la géothermie. Son principal actionnaire est Renault, qui détenait 8% du capital en 2024.
Le groupe naît le 21 septembre 2023 d'une fusion inversée entre le groupe Arverne et Transaction. Coté à Paris, le groupe est présent dans les indices boursiers Euronext.

## Histoire

### Débuts
Fondé le 18 mars 2018 par un groupe d'ingénieurs à Hélioparc, le groupe Arverne s'est rapidement imposé comme un acteur majeur de la transition énergétique en France et en Europe. En 2023, le groupe réalise 15 mllions d'euros de chiffre d’affaires et compte 100 salariés.

### Création d'Arverne Group
Arverne a procédé à son introduction sur Euronext Paris en fusionnant avec une Spac (special purpose acquisition company), une entité créée spécifiquement pour lever des fonds en vue d'acquérir une entreprise cible, sans activité commerciale propre. Le groupe Arverne a finalisé un accord de regroupement d'entreprises pour acquérir Transition S.A. pour environ 170 millions d'euros, dans le cadre d'une opération de fusion inversée le 15 juin 2023.
Transition, a été créé par le cofondateur de Direct Energie, Xavier Caïtucoli, ainsi qu'Erik Maris et Fabrice Dumonteil, président d'Eiffel Investment Group. À la suite de cette fusion, Transition a changé de nom pour devenir Arverne Group, devenant ainsi l'entité survivante tandis qu'Arverne a cessé d'exister. Parallèlement à la fusion, dans le cadre du placement privé, Transition a émis de nouvelles actions ordinaires au prix de souscription de 10 euros par action. Cette opération de regroupement d'entreprises a été approuvée par les actionnaires de Transition et d'Arverne, ainsi que par l'Autorité des Marchés Financiers. La transaction, achevée le 19 septembre 2023, a été finalisée dans les délais fixés.
Arverne Group a consolidé son positionnement grâce au soutien de nouveaux investisseurs stratégiques et financiers de premier plan, notamment Eiffel Investment Group, ADEME Investissement, Crédit Mutuel Equity, Sycomore AM, et Renault Group. Ce dernier, en particulier, joue un rôle significatif en tant que partenaire clé pour Lithium de France, une filiale d'Arverne Group, en signant un contrat d'approvisionnement de lithium.
C'est à ce moment-là la plus grosse levée de fonds à la Bourse de Paris de 2023.

### Dates clés
- Mars 2018 : Fondation du groupe Arverne[9].
- Février 2020 : Acquisition d'Entrepose Drilling auprès de Vinci et sa transformation en Arverne Drilling Services, fournissant des services de forage aux autres filiales du groupe.
- Octobre 2020 : Création de Lithium de France, spécialisée dans la production de chaleur décarbonée et de sels de lithium bas-carbone à partir de saumures géothermales.
- Novembre 2021 : Levée de fonds de série A de Lithium de France, d'un montant de 8 millions d'euros, avec Equinor Ventures comme principal investisseur.
- Février 2022 : Fondation de DrillHeat en partenariat avec Eren, une filiale axée sur le forage de surface.
- Mars 2023 : Acquisition de GeoRhin, rebaptisée 2gré, ainsi que de cinq permis d'exploration géothermique, avec pour objectif le développement et la production de chaleur géothermale.
- Septembre 2023 : Fusion avec Transition et introduction en bourse.

## Activités
Arverne Group se concentre principalement sur deux domaines d'activité : la géothermie et l'extraction de lithium. À travers ses filiales Lithium de France, Arverne Drilling et DrillHeat, le groupe mène des projets de valorisation des ressources du sous-sol pour une production d'énergie renouvelable et respectueuse de l'environnement.

## Chiffres clés
Avec une capitalisation boursière initiale de près de 400 millions d'euros et une levée de fonds de 163 millions d'euros lors de son introduction en bourse en septembre 2022, Arverne Group affiche une croissance significative depuis sa création. Employant environ 150 personnes, le groupe prévoit d'atteindre près de 200 employés d'ici 2024.
En juin 2023, Averne Group a communiqué ses objectifs de croissance, visant un chiffre d'affaires oscillant entre 200 et 350 millions d'euros d'ici 2027, puis entre 800 et 1 150 millions d'euros d'ici 2030. Ces chiffres marquent une nette progression par rapport aux 10,7 millions d'euros de chiffre d'affaires enregistrés en 2022. De plus, elle prévoit d'investir un total cumulé de 1,3 milliard d'euros d'ici 2027, et de 2,4 milliards d'euros d'ici 2030.

## Organisation
Dirigé par Pierre Brossollet, ancien ingénieur du secteur pétrolier et actuel PDG, Arverne Group est structuré autour de ses différentes filiales spécialisées. Avec un siège social à Pau, le groupe déploie ses activités dans plusieurs régions de France, notamment en Île-de-France, en Nouvelle-Aquitaine, en Auvergne-Rhône-Alpes et dans le Grand-Est.

### Conseil d’administration
Le conseil d’administration d’Arverne Group est constitué de neuf membres, dont quatre sont des administrateurs indépendants et cinq sont des femmes, accompagnés d’un censeur. En outre, il dispose de trois comités spécialisés : le Comité Stratégie, Risques, RSE, le Comité d’audit et le Comité nomination et rémunération.
Voici la composition détaillée :
- Président du Conseil d’administration et Président du Comité stratégie, risques, RSE : Pierre Brossollet
- Administratrice Référente indépendante : Tiphaine Auzière
- Administrateur indépendant : Xavier Caïtucoli
- Administratrice indépendante : Karine Charbonnier-Beck
- Censeur : Fabrice Dumonteil, Bruno Gérard
- Représentant de Renault SA : Jérôme Gouet
- Représentante d’Arosco et présidente du comité de mission : Manoelle Lepoutre-Saint-M’leux[11]
- Représentante de Cowin et Présidente du Comité nomination et rémunération : Colette Lewiner
- Administratrice indépendante et Présidente du Comité d’audit : Françoise Malrieu
- Représentante d’ADEME investissement : Karine Mérère

## Critiques et polémiques
Bien que salué pour son engagement dans la transition énergétique, Arverne Group fait également l'objet de critiques et de polémiques. Certains remettent en question l'impact environnemental et social de ses activités d'extraction, en particulier concernant la géothermie profonde et l'extraction de lithium.

## Activité de lobbying
Arverne Group s'engage également dans des activités de lobbying pour promouvoir ses intérêts et influencer les décisions politiques et réglementaires en matière d'énergie et d'environnement.